# Bumpety Boo
Hey! Bumboo (яп. へーい!ブンブー Бамбэти Бу!, «Привет, Бимбу!») — японский детский аниме-сериал, выпущенный компанией Nippon Animation. Транслировался по телеканалу NHK с 8 апреля 1985 года по 3 апреля 1986 года. Всего выпущено 130 серий аниме. Сериал транслировался также на территории Англии, Франции, Испании, Италии и Польши.

## Сюжет
Сюжет разворачивается вокруг молодого мальчика по имени Кэн, который всегда мечтал водить собственную машину. Однажды он находит таинственное яйцо, из которого вылупляется жёлтое существо, похожее на машину. Кэн называет его Бампэти Бу. Вместе они отправляются в дальние приключения в поисках мамы Бампэти. Машинка очень быстро дружится с друзьями Кэна. На протяжении всей истории доктор Мартышка преследует главных героев и пытается украсть Бампэти. Во время приключений, главные герои встречаются со многими людьми и помогают им, а также встречаются с такими же живыми машинами, как и Бампэти. В конце истории, Бампэти наконец то встречает свою маму.

## Роли озвучивали
- Масако Нодзава — Бунбу
- Кэньити Огата — Доктор мартышка
- Мики Ито — Мистер
- Тика Сакамото — Кэн
- Хикари Акияма — ребёнок
- Наоки Тацута — президент/сельский житель
- Норико Уэмура — беременная женщина
- Руна Акияма — ребёнок
- Синго Канэмото — сельский житель
- Тэцуо Мидзутори — священник
- Цутому Фудзи — сельский житель
- Ёко Асагами — Елена